# Filippo del Liechtenstein
Filippo del Liechtenstein (nome completo in tedesco Philipp Erasmus Alois Ferdinand Maria Sebaldus; Zurigo, 19 agosto 1946) è un principe liechtensteinese.

## Biografia

### Gioventù e matrimonio

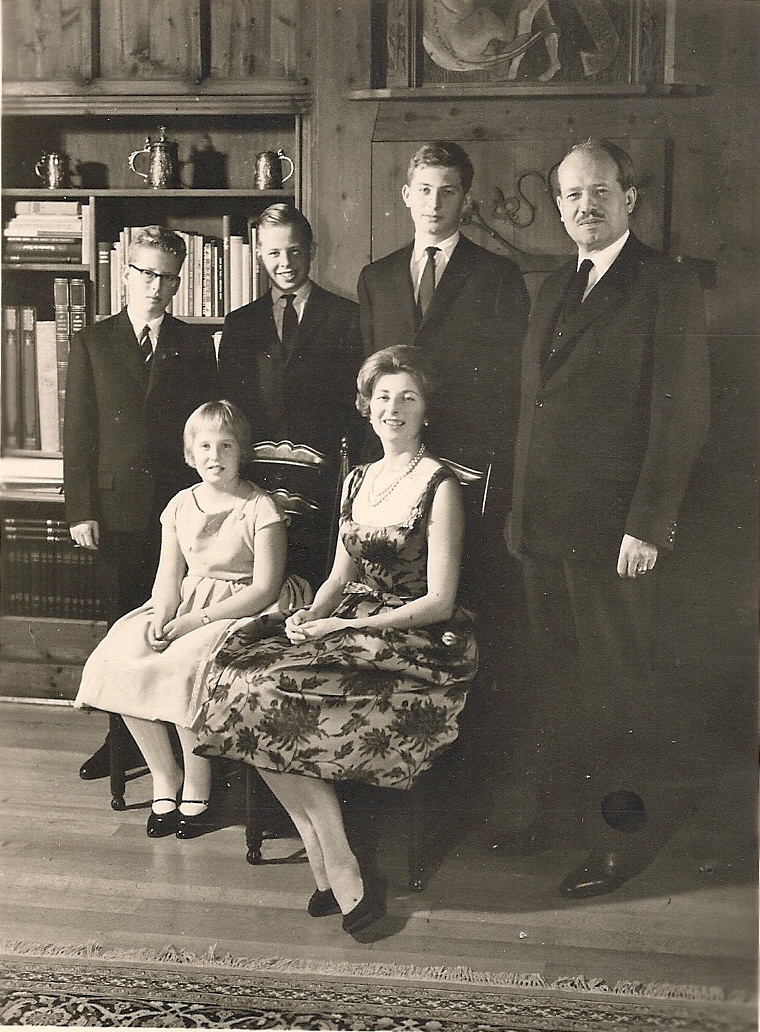
Filippo, secondo da sinistra, in posa con i fratelli e i genitori

Il principe Filippo è nato nella mattina del 19 agosto 1946 a Zurigo, secondogenito di Francesco Giuseppe II e di Giorgina di Wilczek. Venne battezzato cinque giorni dopo ed ebbe come padrino il nonno materno, il conte Ferdinand von Wilczek (1893-1977), descritto come un uomo molto legato ai suoi primi tre nipoti.
Dopo aver frequentato per tre anni la scuola primaria a Ebenholz, venne mandato con il fratello Giovanni Adamo allo Schottengymnasium di Vienna. Dopo aver ottenuto la maturità svizzera e tedesca presso il Lyceum Alpinum Zuoz nel 1966, scelse di frequentare l'Internationale Sommerakademie für Bildende Kunst di Salisburgo per assecondare la sua passione per la pittura. In autunno entrò all'Università di Bonn per studiare storia.
Oltre al tedesco, padroneggia il francese e l'inglese. All'inizio degli anni '60 incontrò attraverso degli amici in comune a Bruxelles Isabelle Fernande Ghislaine Guillemette Elisabeth de l'Arbre de Malander (Ronse, 24 novembre 1949). Fu cresciuta al castello de la Cruce vicino Ronse, ultima dei cinque figli di Jean (1909-1969) e di Guillemette Grassel (1910-2000), ed è una figlioccia di Elisabetta di Baviera.
Ricevette un'educazione domestica fino ai 15 anni, quando entrò all'Institut Sacré Coeur di Bruxelles, per poi studiare balletto, musica e infine archeologia ai Musei reali dell'arte e della storia. L'annuncio del fidanzamento avvenne nel giugno del 1970 e le nozze si celebrarono l'11 settembre 1971 all'abbazia di La Cambre. Presero residenza a Basilea, presso la cui Università Filippo si laureò in scienze sociali con una tesi sulla storia economica del Liechtenstein nel XVIII secolo.

### Carriera
Lavorò per la Hambros Bank e nel 1975 si trasferì in Francia, a Saint-Brice-sous-Forêt. Fu impiegato nell'ambito della finanza commerciale alla Banque Privée Edmond de Rothschild ed entrò nel consiglio di vigilanza della Liechtensteinische Landesbank nel 1979. Entrò nel consiglio di amministrazione (CdA) della LGT Bank nel 1981 e dal 1990 fu il presidente della banca stessa (fino al 2020) e del CdA (fino al 2001).
Nel 1995 fondò la Liechtenstein Academy, centro di formazione imprenditoriale che presiedette fino al 2021.
Nel 1999 e nel 2001 divenne il presidente rispettivamente dell'LGT Capital Management e del comitato esecutivo del Gruppo LGT, cariche che ha mantenuto fino al 2006. Dal 2022 fa parte del CdA di Artex Ltd. in Liechtenstein.

## Cariche
Filippo del Liechtenstein ricopre i seguenti incarichi:
- Membro del CdA dell'European Center of Austrian Economics Foundation (ECAEF), un think tank che abbraccia la tradizione intellettuale della scuola austriaca, fondato a Vaduz da Filippo con il cugino di secondo grado Michael;
- Governatore dell'European Financial Forum di Londra;
- Membro onorario del Ludwig von Mises Institute Europe;
- Membro della Fondazione Svizzera-Liechtenstein per la ricerca archeologica all'estero;
- Presidente onorario della Fondation Saint-Luc dell'Université catholique de Louvain;
- Patrono degli Amici del Tarabai Desai Eye Hospital in India;
- Presidente onorario degli Amici del Liechtenstein in Vallonia;
- Patrono del Brain Trust;
- Membro del consiglio consultivo della Fondazione Brazzaville;[7]
- Membro del consiglio di fondazione dell'ITC International Tax Centre Charitable Foundation;
- Membro dell'Associazione Internazionale di Salisburgo;
- Membro del CdA della Liechtenstein Academy Foundation.

## Discendenza
Filippo del Liechtenstein e Isabelle de l'Arbre de Malander hanno tre figli:
- Principe Alexander (Basilea, 19 maggio 1972), ingegnere e presidente di Pharmathek, attiva con l'azienda Th.Kohl a servizio delle farmacie.[8][9] Il 24 gennaio del 2003 ha sposato Astrid Barbara Kohl (1968; figlia di Theodor Kohl e di Ingrid Schlechta) con nozze civili a Vaduz, seguite dal matrimonio religioso l'8 febbraio a Salisburgo:[10][11]
  - Principessa Theodora Alexandra Isabella Antonia Nora Marie (Chêne-Bougeries, 20 novembre 2004), ha fondato il Green Teen Team (GTT; inaugurato a Verona nel 2014 dall'etologa Jane Goodall) che coinvolge le persone giovani nella conservazione della biodiversità.[12] Prese parte alla conferenza annuale della WAZA a Bangkok nel 2018 e studia architettura al St John's College di Cambridge.[13][14][15]
- Principe Wenzeslaus (Uccle, 12 maggio 1974);[16]
- Principe Rudolf Ferdinand (Uccle, 7 settembre 1975), ha sposato la turca Tılsım Tanberk (1974; figlia dell'uomo d'affari Olgun Tanberk e di Melek Kampulat) il 20 aprile del 2012 a Istanbul:[17][18]
  - Principessa Alienor Faye (29 settembre 2014 - USA, 13 dicembre 2015), tumulata il 5 marzo 2016 a Vaduz;[19]
  - Principessa Laetitia (Zurigo, 21 luglio 2016);
  - Principe Karl Ludwig (Zurigo, 21 luglio 2016).

## Titoli e trattamenti
- 19 agosto 1946 – 26 ottobre 1993: Sua Altezza Serenissima il Principe Filippo Erasmo del Liechtenstein
- 26 ottobre 1993 – attuale: Sua Altezza Serenissima il Principe Filippo Erasmo del Liechtenstein, Conte di Rietberg[20]

## Ascendenza
|                                         |                            |                                          | Genitori                                             |  |  | Nonni |  |  | Bisnonni                  |  |  | Trisnonni                            |  |
|                                         |                            |                                          |                                                      |  |  |       |  |  | Alfredo del Liechtenstein |  |  | Francesco di Paola del Liechtenstein |  |
|                                         |                            |                                          |                                                      |  |  |       |  |  | Alfredo del Liechtenstein |  |  | Francesco di Paola del Liechtenstein |  |
|                                         |                            | Ewa Potocka                              |                                                      |  |  |       |  |  | Alfredo del Liechtenstein |  |  |                                      |  |
| Luigi del Liechtenstein                 |                            |                                          |                                                      |  |  |       |  |  | Alfredo del Liechtenstein |  |  |                                      |  |
|                                         |                            | Enrichetta del Liechtenstein             | Luigi II del Liechtenstein                           |  |  |       |  |  |                           |  |  |                                      |  |
|                                         |                            | Enrichetta del Liechtenstein             | Luigi II del Liechtenstein                           |  |  |       |  |  |                           |  |  |                                      |  |
|                                         |                            | Enrichetta del Liechtenstein             | Franziska Kinsky von Wchinitz und Tettau             |  |  |       |  |  |                           |  |  |                                      |  |
| Francesco Giuseppe II del Liechtenstein |                            | Enrichetta del Liechtenstein             |                                                      |  |  |       |  |  |                           |  |  |                                      |  |
|                                         |                            | Carlo Ludovico d'Asburgo-Lorena          | Francesco Carlo d'Asburgo-Lorena                     |  |  |       |  |  |                           |  |  |                                      |  |
|                                         |                            | Carlo Ludovico d'Asburgo-Lorena          | Francesco Carlo d'Asburgo-Lorena                     |  |  |       |  |  |                           |  |  |                                      |  |
|                                         |                            | Carlo Ludovico d'Asburgo-Lorena          | Sofia di Baviera                                     |  |  |       |  |  |                           |  |  |                                      |  |
| Elisabetta Amalia d'Asburgo-Lorena      |                            | Carlo Ludovico d'Asburgo-Lorena          |                                                      |  |  |       |  |  |                           |  |  |                                      |  |
|                                         |                            | Maria Teresa di Braganza                 | Michele del Portogallo                               |  |  |       |  |  |                           |  |  |                                      |  |
|                                         |                            | Maria Teresa di Braganza                 | Michele del Portogallo                               |  |  |       |  |  |                           |  |  |                                      |  |
|                                         |                            | Maria Teresa di Braganza                 | Adelaide di Löwenstein-Wertheim-Rosenberg            |  |  |       |  |  |                           |  |  |                                      |  |
| Filippo del Liechtenstein               |                            | Maria Teresa di Braganza                 |                                                      |  |  |       |  |  |                           |  |  |                                      |  |
|                                         | Johann Nepomuk von Wilczek | Johann Nepomuk Wilczek                   |                                                      |  |  |       |  |  |                           |  |  |                                      |  |
|                                         | Johann Nepomuk von Wilczek | Johann Nepomuk Wilczek                   |                                                      |  |  |       |  |  |                           |  |  |                                      |  |
|                                         | Johann Nepomuk von Wilczek | Emma Emo Capodilista                     |                                                      |  |  |       |  |  |                           |  |  |                                      |  |
| Ferdinand von Wilczek                   | Johann Nepomuk von Wilczek |                                          |                                                      |  |  |       |  |  |                           |  |  |                                      |  |
|                                         |                            | Elisabeth Kinsky von Wchinitz und Tettau | Ferdinand Bonaventura Kinsky von Wchinitz und Tettau |  |  |       |  |  |                           |  |  |                                      |  |
|                                         |                            | Elisabeth Kinsky von Wchinitz und Tettau | Ferdinand Bonaventura Kinsky von Wchinitz und Tettau |  |  |       |  |  |                           |  |  |                                      |  |
|                                         |                            | Elisabeth Kinsky von Wchinitz und Tettau | Marie von und zu Liechtenstein                       |  |  |       |  |  |                           |  |  |                                      |  |
| Giorgina di Wilczek                     |                            | Elisabeth Kinsky von Wchinitz und Tettau |                                                      |  |  |       |  |  |                           |  |  |                                      |  |
|                                         |                            | Zdenko Kinsky von Wchinitz und Tettau    | Johann Kinsky von Wchinitz und Tettau                |  |  |       |  |  |                           |  |  |                                      |  |
|                                         |                            | Zdenko Kinsky von Wchinitz und Tettau    | Johann Kinsky von Wchinitz und Tettau                |  |  |       |  |  |                           |  |  |                                      |  |
|                                         |                            | Zdenko Kinsky von Wchinitz und Tettau    | Iphigenie Dadan de Giulvaz                           |  |  |       |  |  |                           |  |  |                                      |  |
| Nora Kinsky von Wchinitz und Tettau     |                            | Zdenko Kinsky von Wchinitz und Tettau    |                                                      |  |  |       |  |  |                           |  |  |                                      |  |
|                                         |                            | Georgina Festetics de Tolna              | György Festetics de Tolna                            |  |  |       |  |  |                           |  |  |                                      |  |
|                                         |                            | Georgina Festetics de Tolna              | György Festetics de Tolna                            |  |  |       |  |  |                           |  |  |                                      |  |
|                                         |                            | Georgina Festetics de Tolna              | Eugénia Erdődy Erdődy de Monyorókerék et Monoszló    |  |  |       |  |  |                           |  |  |                                      |  |
|                                         |                            | Georgina Festetics de Tolna              |                                                      |  |  |       |  |  |                           |  |  |                                      |  |